# Teroristické útoky v Londýně 1999
Teroristické útoky v Londýně 1999 byly sérií bombových útoků, které provedl dvaadvacetiletý krajně pravicový extremista David Copeland. Jeho cílem byli britové černé pleti, britové bengalského původu a homosexuálové. Celkem při útocích zemřeli tři lidé a 140 jich bylo zraněno. Poslední útok ve čtvrti Soho byl co do počtu obětí nejhorším útokem v Londýně od bombového útoku na Baltic Exchange v roce 1992.
| Čtvrť (datum útoku)    | Počet mrtvých | Počet zraněných |
| ---------------------- | ------------- | --------------- |
| Brixton (17. duben)    | 0             | 48              |
| Brick Lane (24. duben) | 0             | 13              |
| Soho (30. duben)       | 3             | 79              |